# Katechismus der Deutschen
Katechismus der Deutschen ist eine politische Schrift Heinrich von Kleists. Der Text wurde 1809 in Prag für eine konzipierte patriotische Zeitschrift Germania verfasst. Nach der Niederlage Österreichs gegen Napoleon Bonaparte gab Kleist das Vorhaben auf.

## Geschichtlicher und biographischer Hintergrund
Am 9. April 1809 erklärte Österreich Frankreich den Krieg. Nach dem Scheitern des Phöbus-Projektes und dem Bruch mit Adam Müller in Dresden brach Kleist mit dem acht Jahre jüngeren Friedrich Christoph Dahlmann nach Prag auf. Dort wollten sie den Krieg mit patriotischer Propaganda unterstützen und ein literarisches Wochenblatt veröffentlichen, die Germania. Ziel war es, die Deutschen in den Volkskrieg zu treiben, ähnlich wie Andreas Hofer und die Spanier dies bereits vorgemacht hatten.
Als der Krieg schon im Sommer endete und die Hoffnungen der deutschen Patrioten auf ein Eingreifen Preußens und Russlands sich zerschlagen hatten, gaben Kleist und Dahlmann ihr Vorhaben auf. Die Früchte dieser Zeit, die Hermannsschlacht und das Gedicht Germania an ihre Kinder, sind neben dem Katechismus der Deutschen die prominentesten politisch-nationalistischen Dichtungen Kleists.

### Intention des Textes
Der Text sollte ursprünglich in der von Kleist und Friedrich Christoph Dahlmann geplanten Zeitschrift Germania veröffentlicht werden; er ist ein politisch-satirischer Text, der einen deutschen Nationalismus entstehen lassen will. Kleist bezweckte mit diesem Text wie auch mit dem 1808 verfassten Tendenzdrama Die Hermannsschlacht eine Erhebung der Deutschen gegen die französischen Besatzer, eben auch im Bezug auf den spanischen Guerilla-Krieg gegen Napoleon.

## Katechismus der Deutschen

### Gattung und Form
Der Text nimmt in Titel und Form Anlehnung an die kirchliche Tradition des Katechismus. Jedes Kapitel beginnt mit einer Überschrift, die das allgemeine Thema des Abschnitts nennt, und gibt dann unmittelbar Fragen, gestellt vom Vater, und Antworten, gegeben vom Sohn, wieder. Der Katechismus ist in der Kirche eine Form der Wiedergabe zentraler Botschaften in einfachen und möglichst klaren Fragestellungen (zum Zwecke etwa der Unterweisung von Täuflingen oder Konfirmationsschülern). Im deutschen Protestantismus (Kleist war Lutheraner) ist zum Beispiel Luthers Der Kleine Katechismus von immenser Bedeutung gewesen.

### Kapitelübersicht
- 1. Kapitel: Von Deutschland überhaupt
- 2. Kapitel: Von der Liebe zum Vaterlande
- 3. Kapitel: Von der Zertrümmerung des Vaterlandes
- 4. Kapitel: Vom Erzfeind
- 5. Kapitel: Von der Wiederherstellung Deutschlands
- 6. Kapitel: Von dem Krieg Deutschlands gegen Frankreich
- 7. Kapitel: Von der Bewunderung Napoleons
- 8. Kapitel: Von der Erziehung der Deutschen
- 9. Kapitel: Eine Nebenfrage
- 10. Kapitel: Von der Verfassung der Deutschen
- 12. Kapitel: nur fragmentarisch, ohne Überschrift
- 13. Kapitel: Von den freiwilligen Beiträgen
- 14. Kapitel: Von den obersten Staatsbeamten
- 15. Kapitel: Vom Hochverrate
- 16. Kapitel: Schluß

### Inhalt
Der vollständige Titel des Werkes lautet „Katechismus der Deutschen abgefaßt nach dem Spanischen, zum Gebrauch für Kinder und Alte“. Das spanische Vorbild spielt hier auf den spanischen Unabhängigkeitskrieg 1808 bis 1813 an. Es war den Spaniern gelungen, in einem Freiheitskampf Napoleon aus Spanien zu vertreiben.
Das erste Kapitel postuliert ein Deutschland in Form des Heiligen Römischen Reiches. Dieses bestand zwar seit 1806 nicht mehr, im Text aber wird bereits eine neue Proklamation des Reiches durch Franz II. vorweggenommen.
Darauffolgend wird die Vaterlandsliebe als absolute Liebe, ohne jeden Bezug auf irgendwelche Vorzüge der Heimat definiert. Man liebt sein Vaterland Weil es mein Vaterland ist. Die Kapitel drei bis sieben behandeln den Konflikt zwischen den Deutschen und Napoleon von 1806 bis 1809 und führen aus, dass die Deutschen vereint und brüderlich sein müssen im Kampf gegen den Erzfeind Napoleon (Viertes Kapitel); dass sie das Reich wiederherstellen müssen (Fünftes Kapitel), dass die Franzosen den Krieg durch ihre Aggression ausgelöst haben (Sechstes Kapitel). Im Siebten Kapitel wird Napoleon zugebilligt, bewundernswert zu sein, aber erst, Wenn er vernichtet ist. Das Achte Kapitel (Von der Erziehung der Deutschen) und das Neunte Kapitel (Eine Nebenfrage) beschreiben den Krieg gegen die Franzosen als moralisch heilsam für die Deutschen. Die Erziehung der Deutschen sei die Verwüstung des Krieges, der ihnen diese Güter völlig verächtlich zu machen und stattdessen das Höchste anzustreben, laut dem Text Gott, Vaterland, Kaiser, Freiheit, Liebe und Treue, Schönheit Wissenschaft und Kunst. Das Zehnte Kapitel klagt die Fürsten Deutschlands an, sie hätten ihr Recht verwirkt, Herren zu sein, so lange als sie nicht dem „Vaterland dienen“. Die Staatsbeamten sollen im Vierzehnten Kapitel mutig der napoleonischen Diplomatie entgegentreten, auch wenn sie dafür in Gefahr geraten, denn sonst seien sie keine treuen Staatsbeamten, sondern bereits Diener Napoleons aus Furcht. Das Dreizehnte Kapitel fordert die totale Bereitschaft, alle Güter und Besitz dem Krieg gegen Napoleon zur Verfügung zu stellen. Im Fünfzehnten Kapitel wird jeder, der sich nicht am Krieg beteiligt, als Hochverräter qualifiziert und mit der Todesstrafe bedroht.
Der Schluss ist der radikalste Teil des Textes: Es sei egal, ob die Deutschen siegen oder verlieren würden, weil Gott es lieb ist, wenn Menschen ihrer Freiheit wegen sterben.

## Einordnung
Dieser Text wie der gesamte Nationalismus Kleists ist kontrovers aufgenommen worden und wird bis heute in der Forschung diskutiert, etwa ob Kleist Antisemit war oder wie sehr seine Gewaltfantasien in Werken wie Germania an ihre Kinder („Dämmt den Rhein mit ihren Leichen;/Laßt, gestäuft von ihrem Bein,/Schäumend um die Pfalz ihn weichen,/Und ihn dann die Grenze sein!“) aus dem zeitgenössischen Kontext heraus zu verstehen sind. Kleist ist ein Autor der romantischen Extreme um 1800. Wie kein anderer fällt er aus den gängigen Erklärungsmustern heraus, weil er weder dem bürgerlichen noch dem aristokratischen Milieu zuzuordnen ist. Seine Werke sind politische Propaganda, wie etwa die Hermannsschlacht, und reflektieren diese gerade selbst auf einer Meta-Ebene. Der Nationalismus, der von 1808 bis 1813 an Kontur gewinnt und zum ersten Mal in Deutschland derartig auftritt, wurde maßgeblich auch von Intellektuellen wie Kleist befördert und nicht von der breiten Masse. In dieser Hinsicht ist der Katechismus der Deutschen ein vielfältig deutbares
Beispiel politischer Agitation in einer Zeit des Epochenwandels.